# Кондак (коммуна)
Конда́к (фр. Condac) — коммуна во Франции, находится в регионе Пуату — Шаранта. Департамент — Шаранта. Входит в состав кантона Рюффек. Округ коммуны — Конфолан.
Код INSEE коммуны — 16104.
Коммуна расположена приблизительно в 360 км к юго-западу от Парижа, в 65 км южнее Пуатье, в 45 км к северу от Ангулема.

## Население
Население коммуны на 2008 год составляло 474 человека.
| 1962 | 1968 | 1975 | 1982 | 1990 | 1999 | 2008 |
| ---- | ---- | ---- | ---- | ---- | ---- | ---- |
| 277  | 327  | 376  | 401  | 429  | 470  | 474  |

## Администрация
| Период | Период | Фамилия        | Партия | Примечания |
| ------ | ------ | -------------- | ------ | ---------- |
| 1991   | 2008   | Мари-Франс Сюо |        |            |
| 2008   | 2014   | Кристоф Демай  |        | фермер     |

## Экономика
В 2007 году среди 288 человек в трудоспособном возрасте (15—64 лет) 195 были экономически активными, 93 — неактивными (показатель активности — 67,7 %, в 1999 году было 71,2 %). Из 195 активных работали 179 человек (100 мужчин и 79 женщин), безработных было 16 (7 мужчин и 9 женщин). Среди 93 неактивных 25 человек были учениками или студентами, 42 — пенсионерами, 26 были неактивными по другим причинам.

## Фотогалерея

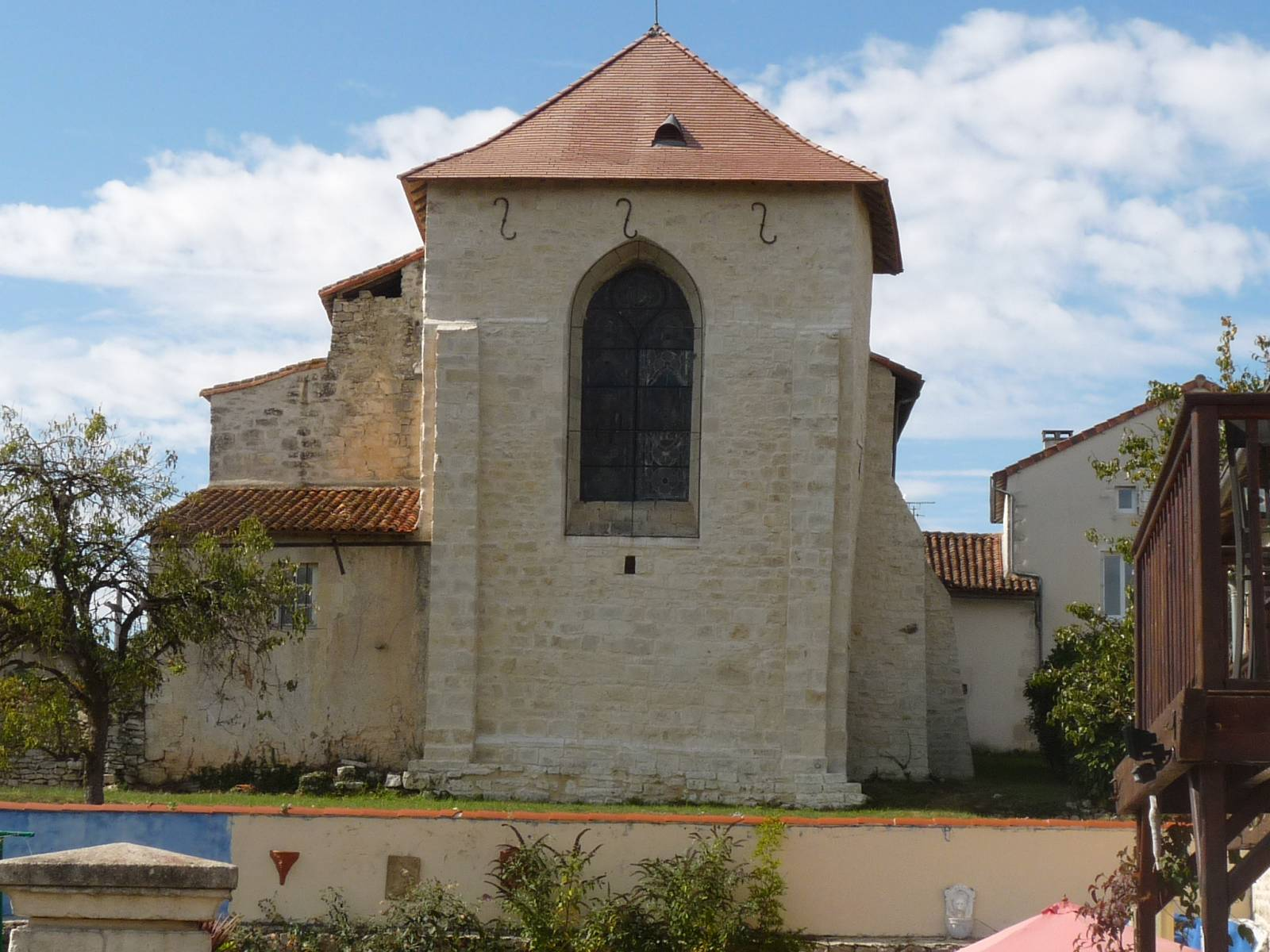
Церковь
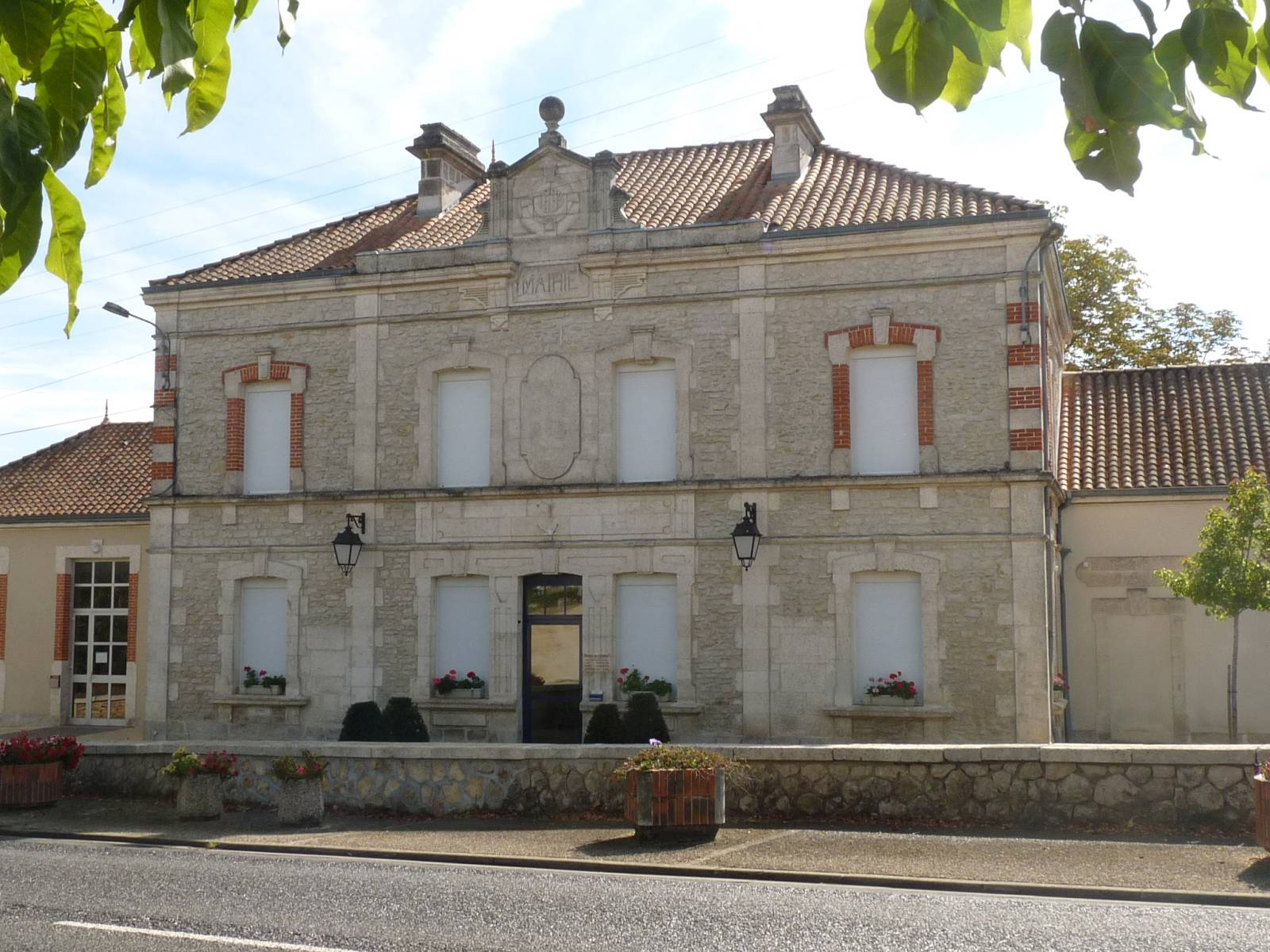
Мэрия
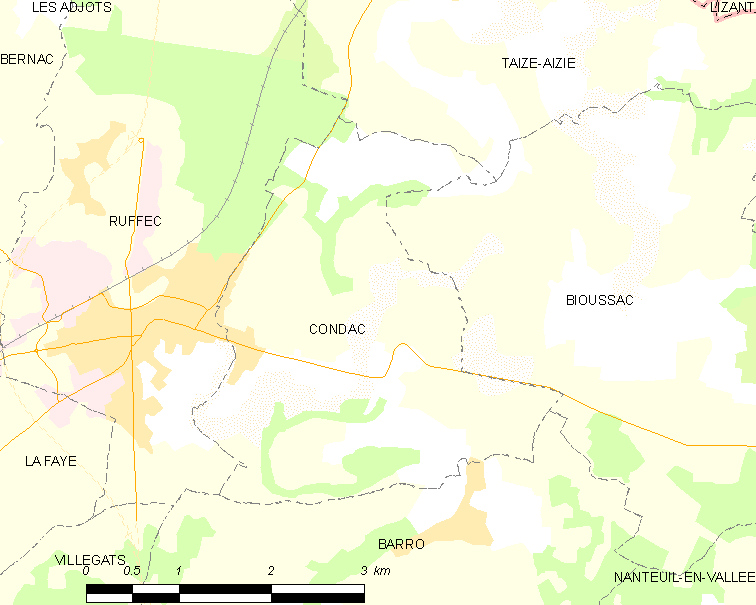
Карта коммуны